# Aleksander Kokoszyn
Aleksander Kokoszyn (ur. 5 grudnia?/18 grudnia 1904 w Rubieżewiczach, zm. 24 stycznia 1979 w Warszawie) – generał brygady ludowego Wojska Polskiego i SZ PRL, oficer wojskowych służb specjalnych PRL, m.in. Szef Głównego Zarządu Informacji Ministerstwa Obrony Narodowej (GZI) i Wojskowej Służby Wewnętrznej.

## Życiorys
Urodził się 18 grudnia 1904 w Rubieżewiczach, w powiecie stołpeckim, w rodzinie Stefana (1876–1912), Białorusina, cieśli i listonosza, który zmarł jako alkoholik w szpitalu dla obłąkanych, i Marii z Zagrodzkich, robotnicy fabrycznej. Miał siostrę Annę (ur. 1910). W 1911 został oddany do domu sierot w Łodzi, z którego w 1915 uciekł. W 1923 ukończył wieczorowe kursy mechaniczne w Państwowej Szkole Włókienniczej. W latach 1926–1927 odbył służbę wojskową w 6 pułku piechoty Legionów w Wilnie. Po wstąpieniu do Komunistycznej Partii Polski od 1930 był delegatem fabrycznym. Technik Komitetu Dzielnicowego (KD) KPP Bałuty-Lewa. Od 1934 działacz łódzkiego Związku Zawodowego Robotników Przemysłu Metalowego w Polsce. Po klęsce wrześniowej 1939 udał się na tereny Polski podbite przez ZSRR, był mechanikiem w Zarządzie Miejskiej Gospodarki Komunalnej w Baranowiczach. Absolwent kursów NKWD w Smoleńsku. Po zajęciu Baranowicz przez Niemców pod koniec czerwca 1941 udał się do Warszawy, gdzie w marcu 1942 wstąpił do Polskiej Partii Robotniczej. Skierowany do pracy w Centralnej Technice przy Sztabie Głównym Gwardii Ludowej, kierował redakcją „Gwardzisty”. Pracował wraz z żoną Stanisławą Sowińską. W nocy na 29 września 1942 został aresztowany i osadzony na Pawiaku, skąd 19 listopada 1942 został wywieziony do niemieckiego obozu Auschwitz, a stamtąd w marcu 1943 do niemieckiego obozu Sachsenhausen.
W latach 1945–1946 Zastępca Szefa Wydziału Informacji Łódzkiego Okręgu Wojskowego, a do grudnia 1948 Szef Wydziału I GZI WP, odpowiedzialnego za ochronę kontrwywiadowczą Instytucji Centralnych Ministerstwa Obrony Narodowej. Następnie w latach 1949–1956 pełnił funkcję zastępcy dowódcy Wojskowego Korpusu Górniczego.

8 grudnia 1956 Aleksander Kokoszyn zastąpił na stanowisku Szefa GZI MON pułkownika Karola Bąkowskiego. Jako nowy szef miał za zadanie zreorganizować tzw. Informację Wojskową oraz oczyścić jej strukturę z sadystów, którzy stosowali zbrodnicze metody (tortury) podczas śledztwa. Działania te miały w doprowadzić do stworzenia nowej formacji, czyli Wojskowej Służby Wewnętrznej. Wraz ze zniesieniem KdsBP (na mocy Zarządzenia nr 347 Prezesa Rady Ministrów z 28 listopada 1956) organa tzw. Informacji Wojskowej w Siłach Zbrojnych PRL pozostały w MON, a organa Informacji Wojsk Wewnętrznych (tj. Wojska Ochrony Pogranicza i Korpus Bezpieczeństwa Wewnętrznego) przeniesiono do Ministerstwo Spraw Wewnętrznych. Na mocy Zarządzenia nr 01 ministra obrony narodowej z dnia 10 stycznia 1957 o powołaniu Wojskowej Służby Wewnętrznej Główny Zarząd Informacji i całość komórek organizacyjnych tegoż został zniesiony. Aleksander Kokoszyn 14 stycznia 1957 stanął na czele nowej formacji (WSW). Kierował nią do listopada 1964, w 1958 roku awansując do stopnia generała brygady. Jego zastępcą do spraw kontrwywiadu został pułkownik Tadeusz Pietrzak, późniejszy Komendant Główny MO.

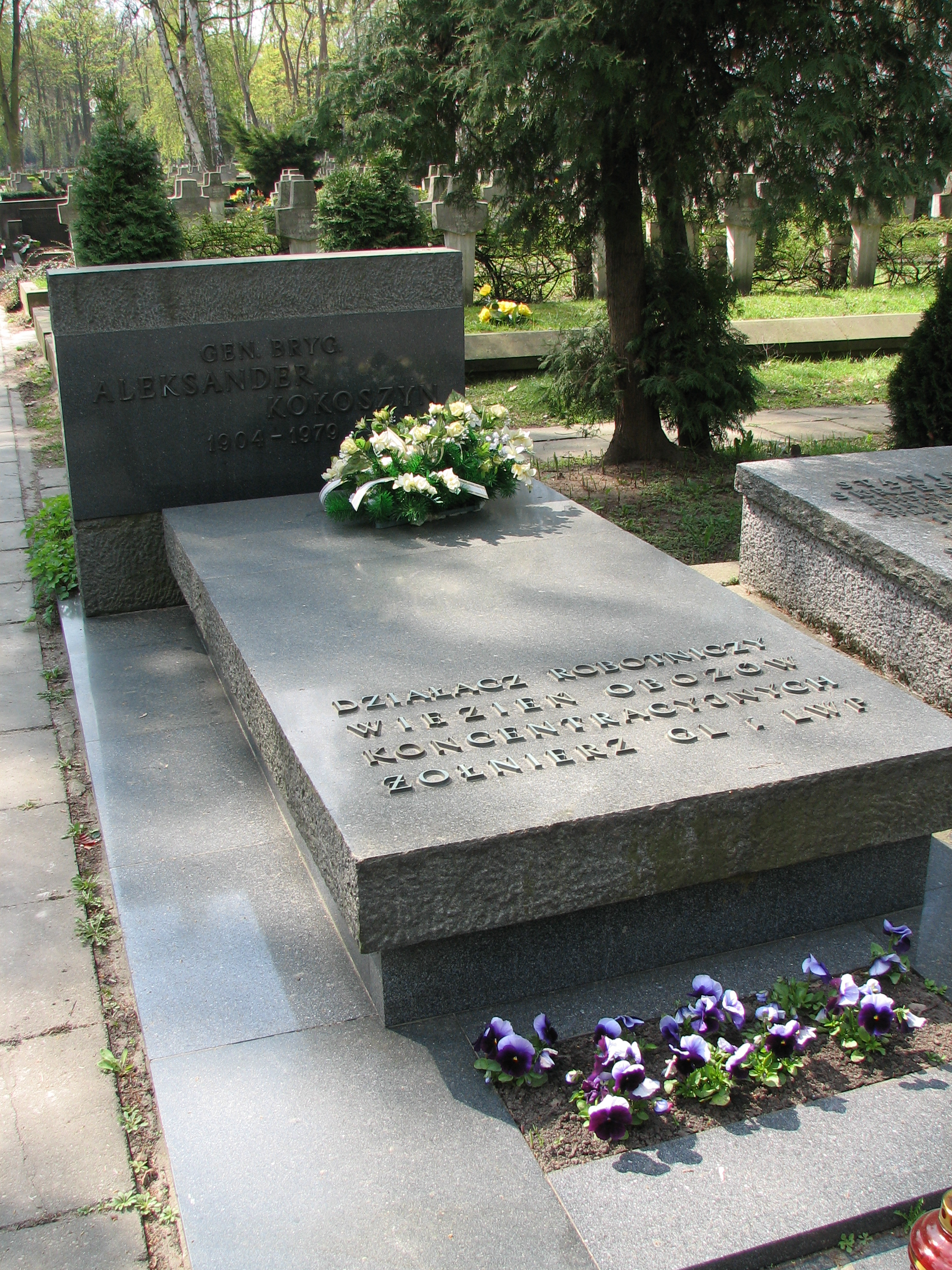
Grób Aleksandra Kokoszyna

W latach 1965–1967 był sekretarzem Komitetu Partyjnego PZPR Instytucji Centralnych MON, w latach 1967–1970 prezesem Zarządu Głównego Związku Inwalidów Wojennych PRL, a w latach 1959–1968 zastępcą członka Komitetu Centralnego Polskiej Zjednoczonej Partii Robotniczej.
28 kwietnia 1970 na posiedzeniu Zarządu Głównego Związku Inwalidów Wojennych został zwolniony, na własną prośbę, ze stanowiska prezesa. 24 czerwca 1970, w związku z przeniesieniem w stan spoczynku, został przyjęty przez ministra obrony narodowej, gen. broni Wojciecha Jaruzelskiego, który „podziękował mu za długoletnią ofiarną służbę w ludowym WP”.
Podczas okupacji był żonaty z działaczką GL i AL Stanisławą Sowińską. Jego drugą żoną była Janina z Jaskułów. Miał córkę Nadieżdę (ur. 1934), ze związku nieformalnego z Wierą Kucuchą.
Zmarł 24 stycznia 1979 w Warszawie. Pochowany na cmentarzu Wojskowym na Powązkach w Warszawie (kwatera B4-tuje-1). W pogrzebie wziął udział minister obrony narodowej, gen. armii Wojciech Jaruzelski oraz członek Biura Politycznego KC PZPR, Stanisław Kania. Mowę pogrzebową wygłosił Szef Wojskowej Służby Wewnętrznej, gen. dyw. Teodor Kufel.

## Ordery i odznaczenia
- Order Sztandaru Pracy I klasy (1964)
- Krzyż Komandorski Orderu Odrodzenia Polski
- Order Krzyża Grunwaldu III klasy
- Krzyż Oficerski Orderu Odrodzenia Polski
- Krzyż Kawalerski Orderu Odrodzenia Polski
- Krzyż Srebrny Orderu Virtuti Militari
- Krzyż Partyzancki
- Medal 30-lecia Polski Ludowej
- Medal za Warszawę 1939–1945 (17 stycznia 1946)[6]
- Złoty Medal „Siły Zbrojne w Służbie Ojczyzny”
- Medal 10-lecia Polski Ludowej
- Medal „Za udział w walkach o Berlin”
- Złoty Medal „Za zasługi dla obronności kraju”
- Srebrny Medal „Za zasługi dla obronności kraju” (dwukrotnie)
- Brązowy Medal „Za zasługi dla obronności kraju” (1966)[7]
- Złota Odznaka honorowa „Za Zasługi dla Warszawy” (1967)[8]
- Złota odznaka „Za zasługi dla województwa warszawskiego” (1963)[9]
- Srebrny medal pamiątkowy dla uczczenia górnictwa w Tyiąclecie Państwa Polskiego (1963)[10]
- Order Wojny Ojczyźnianej I stopnia (ZSRR)
- Medal „Za wyzwolenie Warszawy” (ZSRR)